# Моноаминоксидаза
Моноаминоксидаза (МАО, FAD-зависимая аминоксидаза) — фермент, осуществляющий катаболизм моноаминов посредством их окислительного дезаминирования по схеме: R-CH2-NR'R'' + O2 + H2O → R-CHO + NHR'R'' + H2O2 (в этой схеме R' = H либо CH3, R'' = H либо CH3). МАО метаболизирует как эндогенные моноамины — нейромедиаторы и гормоны, так и экзогенные — попадающие в организм с пищей или в лекарствах и психоактивных веществах (ПАВ). Таким образом, этот фермент играет важную роль в поддержании постоянных концентраций эндогенных моноаминов в тканях, что особенно важно для нервной ткани, а также ограничивает их поступление в организм с пищей и участвует в метаболизме опасных биологически активных веществ, структурно сходных с эндогенными моноаминами.
Вещества, способные подвергаться окислительному дезаминированию с участием МАО, называются субстратами МАО.
Существует два типа моноаминоксидаз: МАО-А и МАО-Б. По своему строению эти белки сходны между собой, их аминокислотные последовательности совпадают примерно на 70 %. В то же время эти два фермента различаются по своим функциям. Субстратами для МАО-А являются адреналин, норадреналин, серотонин, гистамин, а также многие фенилэтиламиновые и триптаминовые ПАВ. Субстратами МАО-Б являются фенилэтиламин и дофамин.
Оба типа моноаминоксидаз находятся во внешней мембране митохондрий многих клеток организма. МАО-А локализована главным образом в клетках печени, желудочно-кишечном тракте и плаценте. МАО-Б присутствует в тромбоцитах. Оба типа в большом количестве могут быть найдены в нервной ткани: в нейронах и астроглии.
В головном мозге млекопитающих активность и содержание МАО-Б увеличиваются в процессе старения; при этом активность МАО-А не меняется или меняется незначительно. Увеличение активности МАО  при старении также характерно для шишковидной железы, продуцирующей мелатонин.
Следует различать МАО и семикарбазидчувствительные аминоксидазы (FAD-независимые аминоксидазы); у ферментов обеих групп есть общие субстраты, но эти ферменты чувствительны к разным ингибиторам.

## Ингибиторы МАО
Основная статья: Ингибиторы моноаминоксидазы
Производные 2-пропиниламина являются специфическими ингибиторами отдельных изоферментов МАО в определенных диапазонах концентраций. Так, хлоргилин в низких концентрациях избирательно тормозит активность МАО-А, а при увеличении концентрации инактивирует также и МАО-В. Селегилин инактивирует МАО-В в низких концентрациях. При повышении концентрации также ингибируется МАО-А.
Трибулин - эндогенный ингибитор МАО (правильнее - совокупность ингибиторов МАО). Содержание трибулина в моче увеличивается при различных состояниях тревоги и стресса. В экспериментах на животных установлено, что введение бензодиазепинов ослабляет вызываемое стрессом увеличение содержания трибулина в моче. Компоненты трибулина - изатин, 4-гидроксифенилэтанол, эфиры индолуксусной и 4-оксифенилуксусной кислот.

## Методы определения активности МАО
Простыми методами определения активности МАО являются спектрофотометрические методы. Метод, основанный на измерении при 360 нм убыли кинурамина при его окислении моноаминоксидазой, позволяет непрерывно регистрировать скорость реакции. Непрерывно измерять скорость моноаминоксидазной реакции можно по увеличению концентрации продуктов окисления моноаминов. При окислении кинурамина образуется 4-гидроксихинолин, концентрацию которого измеряют при длине волны 327 нм. При использовании бензиламина как субстрата окисления измеряют прирост концентрации продукта реакции, бензальдегида, сильно поглощающего при 250 нм.

## МАО и склонность к антисоциальному поведению
Проведенное в Новой Зеландии исследование показало, что среди мальчиков, подвергавшихся жестокому обращению в семье, носители формы гена, обеспечивающего более высокую активность фермента МАО-А в организме, были менее склонны к асоциальным поступкам, чем носители другой формы гена - низкоактивной. Среди детей, выросших в благополучных семьях, связи между асоциальными наклонностями и геном МАО-А не было. Т.е. лица с определенными генетическими особенностями оказались менее уязвимыми для жестокого обращения с ними родителей. Это исследование заставило ученых задуматься о том, правомерно ли вообще говорить о наследственной предрасположенности (склонности) к асоциальному поведению. Возможно, более точным было бы понятие генетически обусловленной уязвимости (незащищенности) некоторых детей по отношению к неблагоприятным, травмирующим событиям.
Активность гена МАО-А зависит от тандемных повторов с переменным числом участков (variable number tandem repeat) uVNTR и dVNTR. Так, исследование in vitro, показывает различия промоторной активности гена моноаминооксидазы в зависимости от вариантов uVNTR. В клеточных культурах человека уровень промоторной активности для uVNTR содержащей два тандемных повтора (2R) был значительно ниже, чем в культуре, содержащей три (3R) и четыре (4R) повтора. Аллели dVNTR могут играть даже большую роль, чем uVNTR в экспрессии МАО-А; эксперименты in vitro показали, что уровни мРНК MAO-A значительно снижаются при делеции участка dVNTR, но не uVNTR.